# Ungern i olympiska vinterspelen 2018
Ungern deltog i de olympiska vinterspelen 2018 i Pyeongchang, Sydkorea, med en trupp på 19 idrottare (nio män och tio kvinnor) vilka deltog i sex olika sporter.
Vid invigningsceremonin bars Ungerns flagga av skridskoåkaren Konrád Nagy.

## Medaljörer
| Medalj | Namn                                                     | Sport       | Gren              | Datum            |
| ------ | -------------------------------------------------------- | ----------- | ----------------- | ---------------- |
| Guld   | Shaoang Liu Shaolin Sándor Liu Viktor Knoch Csaba Burján | Short track | Herrarnas stafett | 22 februari 2018 |